# Theobald de Verdon, 2. Baron Verdon
Theobald de Verdon, 2. Baron Verdon (auch de Verdun; nach anderer Zählung auch 1. Baron Verdon) (* 8. September 1278; † 27. Juli 1316 in Alton Castle) war ein englischer Adliger, der kurzzeitig als Justiciar of Ireland diente.

## Leben
Theobald de Verdon war der zweite und jüngste Sohn seines gleichnamigen Vaters, Theobald de Verdon, 1. Baron Verdon, und von dessen Frau Margary de Bohun, einer Tochter von Humphrey V. de Bohun. Er wuchs vermutlich in Irland auf, wo sein Vater seit 1275 im Dienst des Königs stand. Nach dem Tod seines älteren Bruders John 1297 wurde er voraussichtlicher Erbe seines Vaters. Im selben Jahr sollte er anstelle seines Vaters während des Französisch-Englischen Kriegs in der Gascogne kämpfen. Da sein Vater wegen Krankheit auch nicht an den weiteren Feldzügen von König Eduard I. teilnehmen konnte, nahm Verdon ab 1298 an den Feldzügen im Schottischen Unabhängigkeitskrieg teil. Am 24. Juni 1298 wurde er vom König zum Ritter geschlagen. Anschließend kämpfte er in der Schlacht von Falkirk. Obwohl sein Vater selbst noch bis mindestens 1301 zu den Parlamenten geladen wurde, jedoch noch in Irland war, wurde Theobald de Verdon bereits im Dezember 1299 selbst in das Parlament berufen, weshalb er ebenfalls als Baron Verdon aus eigenem Recht und damit als 1. Baron gilt. Anstelle seines Vaters huldigte er 1301 zusammen mit anderen Marcher Lords dem Thronfolger Eduard, nachdem dieser zum Prince of Wales erhoben worden war, für die walisischen Besitzungen der Familie. Nach dem Tod seines Vaters 1309 erbte er dessen Besitzungen, zu denen Alton Castle in Staffordshire, Brandon Castle in Warwickshire, Farnham Royal in Buckinghamshire, die Herrschaft Ewyas Lacy in den Welsh Marches und weitere Güter in Leicestershire gehörten. Dazu erhielt er die irischen Besitzungen Dundalk und Meath zurück, die Eduard I. von seinem Vater beschlagnahmt hatte. 1313 ernannte ihn König Eduard II. zum Justiciar of Ireland, doch nach der englischen Niederlage von Bannockburn wurde er 1314 vom König nach Nordengland gerufen, um das Land gegen schottische Überfälle zu verteidigen. Nachdem eine schottische Armee unter  Edward Bruce in Irland eingefallen war, kämpfte Verdon wieder in Irland. Die Schotten konnten jedoch die anglo-irischen Truppen zunächst besiegen, worauf sich Verdon aus Meath zurückziehen musste und nach England zurückkehrte.

## Heiraten und Nachkommen
In erster Ehe hatte Verdon am 29. Juli 1302 in Wigmore Matilda, eine Tochter von Edmund Mortimer, 1. Baron Mortimer aus Wigmore und von dessen Frau Margaret de Fiennes geheiratet. Sie brachte als Mitgift weitere Ländereien in Irland mit in die Ehe, starb aber bereits 1312. Am 3. Februar 1316 entführte er, vermutlich gegen ihren Willen, Elizabeth de Clare, eine der Miterbinnen des reichen Besitzes der Familie Clare, aus Bristol Castle. Elizabeth de Clare war in erster Heirat mit dem irischen Adligen John de Burgh verheiratet gewesen, der 1313 gestorben war. Verdon behauptete, er wäre bereits in Irland mit ihr verlobt gewesen und heiratete sie am 4. Februar bei Bristol ohne Erlaubnis des Königs. Seine Hoffnungen auf ein großes Erbe erfüllten sich jedoch nicht, denn er erkrankte und starb wenige Monate nach der Hochzeit. Er wurde am 19. September 1316 in Croxden Abbey begraben.

## Nachkommen und Erbe
Aus seiner Ehe mit Matilda Mortimer hatte er drei Töchter:
1. Joan de Verdon (1304–1334) ⚭ (1) John Montagu, ⚭ (2) Thomas Furnival
2. Elizabeth de Verdon (* 1307) ⚭ Sir Bartholomew de Burghersh
3. Margaret de Verdon ⚭ (1) Sir William Blount, ⚭ (2) Sir Mark Hose, ⚭ (3) Sir John Crophill

Mit seiner zweiten Frau Elizabeth de Clare hatte er eine Tochter, Isabel, die am 21. März 1317 postum geboren wurde. Sie heiratete Henry Ferrers, 2. Baron Ferrers of Groby. Da Verdon ohne männliche Nachkommen gestorben war, wurden seine Besitzungen unter seinen vier Töchtern aufgeteilt und der Titel Baron Verdon fiel in Abeyance.